# Thor von Waldstein
Thor von Waldstein, född 7 november 1959 i Mannheim, är en tysk advokat och publicist, bland annat medförfattare till en lagkommentar till Tysklands sjöfartsrätt som blivit standardverk. Han var från 1979 till 1982 ordförande för den högerextrema studentorganisationen Nationaldemokratischer Hochschulbund (NHB) och räknas som en företrädare för den nya högern.

## Skrifter (urval)
Juridiska publikationer
- Das Verklarungsverfahren im Binnenschiffahrtsrecht (= Mannheimer Beiträge zum Binnenschiffahrtsrecht. Band 1). Avhandling. Binnenschiffahrts-Verlag, Duisburg 1992, ISBN 3-87078-037-1.
- med Wilfrid Bemm: Rheinschiffahrtspolizeiverordnung. Kommentar (= Sammlung Guttentag). de Gruyter, Berlin 1996, ISBN 3-11-014379-8.
- med Hubert Holland: Binnenschiffahrtsrecht. Kommentar. de Gruyter Recht, Berlin 2007, ISBN 978-3-89949-164-7.

Övrigt
- Der NHB – Die Speerspitze. I: Gerd Knabe (red.): 20 Jahre NPD. Porträt einer jungen Partei. Winkelberg Verlag, Knüllwald-Nausis 1984, ISBN 3-924799-00-8, s. 66 f.
- Antipluralistisches Denken im Werk Carl Schmitts. I: Heinz-Theo Homann, Gerhard Quast (red.): Jahrbuch zur Konservativen Revolution. Verlag Anneliese Thomas, Köln 1994, ISBN 3-928415-15-8.
- Das Geld, die Macht und das Elend der politischen Klasse. Anmerkungen zur Lebenserwartung des Kapitalismus in Deutschland. I: Gesellschaft für freie Publizistik (red.): Mut zur Freiheit, 1848–1998. 150 Jahre Kampf um Selbstbestimmung und Einheit (= Veröffentlichungen der Gesellschaft für Freie Publizistik. 14). GFP, Oberboihingen 1998, ISBN 3-9805411-2-6, s. 77 ff.
- Der Beutewert des Staates. Carl Schmitt und der Pluralismus. Avhandling. Ares-Verlag, Graz 2008, ISBN 978-3-902475-33-6.
- Über Geschick und Ungeschick des Deutschen im Umgang mit der Politik. I: Heiko Luge (red.): Grenzgänge. Liber amicorum für den nationalen Dissidenten Hans-Dietrich Sander zum 80. Geburtstag. Ares-Verlag, Graz 2008, ISBN 978-3-902475-60-2, s. 19 ff.
- Politik, Parasiten und Paradoxon. Propädeutische Überlegungen für eine Bewältigung der BRD. I: Albrecht Jebens (red.): Eine Feder für Deutschland. Festschrift für Rolf Kosiek (= Veröffentlichungen der Stiftung Kulturkreis Zweitausend. Band 25). Hohenrain-Verlag, Tübingen 2014, ISBN 978-3-89180-142-0, s. 354 ff.
- Metapolitik. Theorie – Lage – Aktion (= Kaplaken. 46). Verlag Antaios, Schnellroda 2015, ISBN 978-3-944422-46-6.